# Yassin Fortuné
Yassin Fortuné est un footballeur français né le 30 janvier 1999 à Aubervilliers. Il évolue au poste de milieu offensif au FC Vizela.

## Biographie

### En club
Il est formé au Red Star, au RC Lens et enfin à Arsenal. En mai 2018, il signe en faveur du club suisse du FC Sion.  
Le 16 septembre 2018, il fait ses débuts professionnels en Coupe, contre le Lausanne-Sport (victoire 0-1). Le 22 septembre 2018, il joue son premier match en Super League, lors d'un déplacement sur la pelouse du FC Thoune (défaite 4-1). Huit jours plus tard, il marque son premier but en championnat, face au FC Lucerne (victoire 1-3). Le 31 janvier 2021, il est prêté au SCO Angers pour 6 mois, mais il ne jouera que 14 minutes face à Rennes pour le compte de la 33ème journée de Ligue 1 (défaite 3-0). Pour la saison 2021-2022, il est prêté au SO Cholet en National.

### En sélection
Avec l'équipe de France des moins de 16 ans, il marque un doublé lors d'une rencontre amicale face à la Tchéquie en janvier 2015. La France s'impose sur le très large score de 6-0. Deux jours plus tard, il marque de nouveau face à l'Ukraine. Un mois plus tard, il inscrit un nouveau but, contre la Suisse.
Avec les moins de 17 ans, il participe au championnat d'Europe des moins de 17 ans en 2016. Lors de cette compétition organisée en Azerbaïdjan, il joue trois matchs. Avec un bilan d'un nul et deux défaites, la France ne dépasse pas le premier tour du tournoi.